# 하토야마 유키오
하토야마 유키오(일본어: 鳩山 由紀夫, 1947년 2월 11일~)는 일본의 정치인으로 제93대 내각총리대신이다. 지역구는 홋카이도이며, 민주당의 대표로서 2009년 8월 30일에 치러진 총선에서 압승을 거둬 2009년 9월 16일에 내각총리대신으로 지명됐다. 2010년 6월 2일, 오자와 이치로 민주당 간사장과 함께 사임하였다. 또한 2015년 일본 총리로서, 서대문 형무소를 방문해 추모비 앞에서 무릎을 꿇고 고문 등 일본의 가혹 행위를 사죄했던 몇 안되는 인물이다.

## 생애

### 정계 입문 전

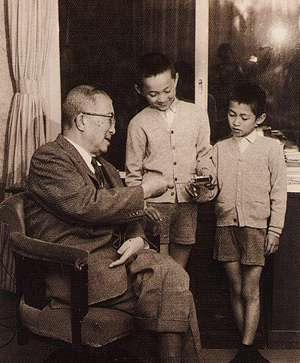
조부인 하토야마 이치로(왼쪽)와 그의 손자 유키오(가운데), 구니오

일본의 유력 정치 명문가 출신으로 도쿄도 고이시카와 구에서 태어나 증조부 하토야마 가즈오는 중의원 의장을 지냈고, 조부 하토야마 이치로는 1950년대에 총리를 지냈으며, 첫 번째 자유민주당 정권을 담당하였다. 외조부 이시바시 쇼지로는 브리지스톤 창업자다. 부친 하토야마 이이치로도 참의원으로 재직하며 1970년대에 외무장관을 지냈다. 동생 하토야마 구니오도 유력 정치인으로 여러 부처의 장관을 지냈다.
도쿄 대학 공대를 졸업한 후, 미국 스탠퍼드 대학교 공과 대학원에서 박사과정을 졸업했으며, 이후 도쿄 공업대학, 센슈 대학에서 경영학 조교수로 일하다가 1984년에 정계 입문을 이유로 퇴직하였다.

### 정계 입문 이후
이후 자민당에 입당, 다나카파의 신인으로서 1986년 자유민주당 공천으로 홋카이도를 지역구로 중의원 선거에 출마해 지역구 내 득표율 2위의 성적으로 당선되었다. 1988년에는 '유토피아 정치 연구회'라는 초파벌적 정치집단을 결성, 리쿠르트 뇌물수수 사건 등의 당내 비리를 폭로하였고, 이 집단은 신당 사키가케로 이어졌다.
1993년 자민당을 탈당하고 신당 사키가케에 참여하였고, 55년 자민당 체제의 붕괴와 함께 등장한 호소카와 내각에서는 내각 관방 정무부장관을 담당하였다. 이후 성립된 자사사 연립 정권 하에서는 사키가케의 간사장을 맡았다. 1996년에는 사키가케를 일신하여 새로이 창당하고자 하였으나 실패, 그 해 여음에 간 나오토, 동생 구니오 등과 함께 구 민주당에 참여했고, 1998년 개편된 민주당 결성에 참여하여 간사장을 맡았다. 1999년의 당 대표 선거에서 승리하며 당수가 되어 1999년~2002년까지 당 대표로 재직했다. 2002년 총선거에서 자민당에게 참패를 당하며 당 대표를 사직하였으나, 대표 사직 후에도 당내 최대 파벌인 하토야마 그룹의 대표로서 영향력을 발휘하였다. 한편 중의원 선거에 계속 당선되어 2005년 총선에서 7선을 기록했다.
2007년의 참의원 선거의 대승 이후에도 간사장 직을 유지하였으나, 2009년 5월에 오자와 이치로 당 대표가 정치 자금 스캔들로 사퇴하면서 열린 대표 선거에서 오카다 가쓰야를 꺾고 승리, 7년여 만에 당수로 돌아왔다.
대표 취임 후 여러 보궐 선거에서 승리하며 돌풍을 일으킨 가운데 아소 다로 총리가 중의원을 해산하였다. 이에 따라 2009년 8월 30일에 치러진 총선에서 민주당이 총 480석 중에서 308석을 얻는 압승을 거뒀고, 1955년 그의 조부가 기틀을 다진 자민당 장기 집권 체제가 54년 만에 막을 내리게 되었다. 2009년 9월 16일에 열린 특별 국회에서 총리로 지명되었다.

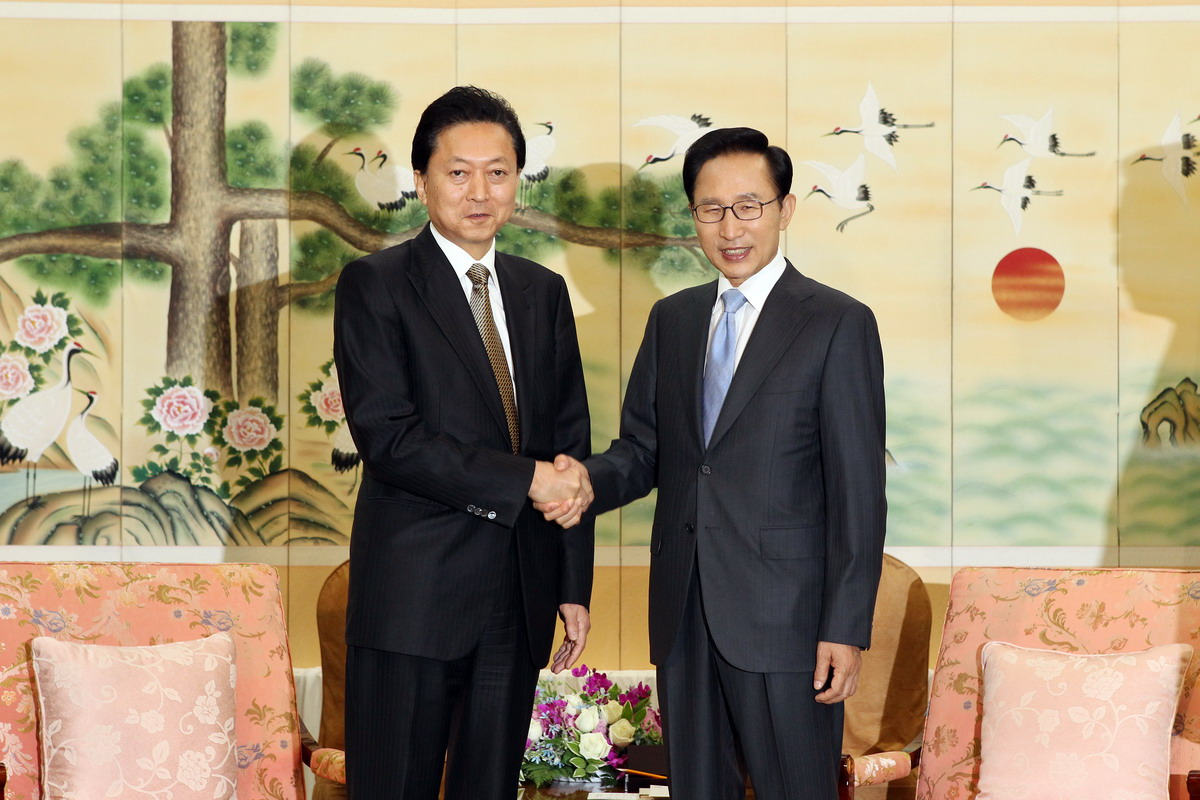
이명박 대통령과 하토야마 총리 (2010년)

### 총리 취임 이후
총리 취임 이후에는 선거 전에 내건 공약의 이행을 놓고 자민당 등과 대립, 연립정당인 사민당, 국민신당 등과도 마찰을 빚고 있었다. 주요 공약은 아동수당, 고속도로 무료화, 오키나와현의 미군 후텐마 기지 이전 등인데, 이 중 미군기지 이전 문제로 인해 미국의 심기를 자극, 대미관계에 먹구름을 드리우는 주범이 되었다. 5월 말까지 이전지를 확정짓지 못하면 총리직을 사임하기로 했었다.
이 외에도 전 비서의 정치자금 비리 등으로 야당의 공격을 받았다. 기본적으로 큰 정부의 복지수준을 주장하는 데 비해 선거를 이유로 증세에는 반대하는 포퓰리즘적인 성향을 보이고 있어 각 언론사에서는 그 밑천이 드러나는 데는 그리 시일이 걸리지 않을 것으로 보고 있다. 결국 2010년 6월 2일 총리직에서 사임했고 후임은 간 나오토가 대행을 맡았다

## 주요 경력
- 단국대학교 명예정치학박사

## 사상
하토야마 유키오는 조부 하토야마 이치로의 영향으로 '우애'를 강조하였다. 그것은 유럽 연합의 선구자 리하르트 니콜라우스 폰 코우덴호페칼레르기(Richard Nikolaus von Coudenhove-Kalergi)백작의 '우애'이다. 프랑스 혁명 시기에 프랑스에서는 '자유, 평등, 우애'라는 세 단어가 널리 사용되었다. 이 세 단어는 현재 프랑스의 나라 표어이다. 또한 이 '우애'는 프리메이슨의 이념이다.
그는 “자유주의는 사랑(애, 愛)이고, 이 사랑은 우애이다”라는 논리로 우애에 근거한 자유주의 정치를 주장하였다. 2001년에 오하시 교센(大橋巨泉)이 “사회주의 인터내셔널에 가맹해 중도좌파 정당으로서 성격을 선명히 하자”고 주장한데 대해 하토야마는 “민주당의 일치된 의견이라고 할 수 없다”고 부인한 바 있다.

## 가계도
|                 |                 |                 |                 | 하토야마 하루코 | 하토야마 하루코 | 하토야마 하루코 | 하토야마 하루코 | 하토야마 하루코 | 하토야마 하루코 |                 |                 |                 |                 |                   |                   | 하토야마 가즈오   | 하토야마 가즈오   | 하토야마 가즈오   | 하토야마 가즈오   | 하토야마 가즈오   | 하토야마 가즈오   |                 |                 |                 |                 |  |  |                 |                 |                 |                 |                 |                 |               |               |               |               |               |               |                 |                 |                 |                 |                 |                 |  |  |  |  |
|                 |                 |                 |                 | 하토야마 하루코 | 하토야마 하루코 | 하토야마 하루코 | 하토야마 하루코 | 하토야마 하루코 | 하토야마 하루코 |                 |                 |                 |                 |                   |                   | 하토야마 가즈오   | 하토야마 가즈오   | 하토야마 가즈오   | 하토야마 가즈오   | 하토야마 가즈오   | 하토야마 가즈오   |                 |                 |                 |                 |  |  |                 |                 |                 |                 |                 |                 |               |               |               |               |               |               |                 |                 |                 |                 |                 |                 |  |  |  |  |
|                 |                 |                 |                 |                 |                 |                 |                 |                 |                 |                 |                 |                 |                 |                   |                   |                   |                   |                   |                   |                   |                   |                 |                 |                 |                 |  |  |                 |                 |                 |                 |                 |                 |               |               |               |               |               |               |                 |                 |                 |                 |                 |                 |  |  |  |  |
|                 |                 |                 |                 |                 |                 |                 |                 |                 |                 |                 |                 |                 |                 |                   |                   |                   |                   |                   |                   |                   |                   |                 |                 |                 |                 |  |  |                 |                 |                 |                 |                 |                 |               |               |               |               |               |               |                 |                 |                 |                 |                 |                 |  |  |  |  |
|                 |                 |                 |                 | 하토야마 가오루 | 하토야마 가오루 | 하토야마 가오루 | 하토야마 가오루 | 하토야마 가오루 | 하토야마 가오루 |                 |                 |                 |                 |                   |                   | 하토야마 이치로   | 하토야마 이치로   | 하토야마 이치로   | 하토야마 이치로   | 하토야마 이치로   | 하토야마 이치로   |                 |                 |                 |                 |  |  |                 |                 |                 |                 |                 |                 |               |               |               |               |               |               |                 |                 |                 |                 |                 |                 |  |  |  |  |
|                 |                 |                 |                 | 하토야마 가오루 | 하토야마 가오루 | 하토야마 가오루 | 하토야마 가오루 | 하토야마 가오루 | 하토야마 가오루 |                 |                 |                 |                 |                   |                   | 하토야마 이치로   | 하토야마 이치로   | 하토야마 이치로   | 하토야마 이치로   | 하토야마 이치로   | 하토야마 이치로   |                 |                 |                 |                 |  |  |                 |                 |                 |                 |                 |                 |               |               |               |               |               |               |                 |                 |                 |                 |                 |                 |  |  |  |  |
|                 |                 |                 |                 |                 |                 |                 |                 |                 |                 |                 |                 |                 |                 |                   |                   |                   |                   |                   |                   |                   |                   |                 |                 |                 |                 |  |  |                 |                 |                 |                 |                 |                 |               |               |               |               |               |               |                 |                 |                 |                 |                 |                 |  |  |  |  |
|                 |                 |                 |                 |                 |                 |                 |                 |                 |                 |                 |                 |                 |                 |                   |                   |                   |                   |                   |                   |                   |                   |                 |                 |                 |                 |  |  |                 |                 |                 |                 |                 |                 |               |               |               |               |               |               |                 |                 |                 |                 |                 |                 |  |  |  |  |
|                 |                 |                 |                 | 하토야마 야스코 | 하토야마 야스코 | 하토야마 야스코 | 하토야마 야스코 | 하토야마 야스코 | 하토야마 야스코 |                 |                 |                 |                 |                   |                   | 하토야마 이이치로 | 하토야마 이이치로 | 하토야마 이이치로 | 하토야마 이이치로 | 하토야마 이이치로 | 하토야마 이이치로 |                 |                 |                 |                 |  |  |                 |                 |                 |                 |                 |                 |               |               |               |               |               |               |                 |                 |                 |                 |                 |                 |  |  |  |  |
|                 |                 |                 |                 | 하토야마 야스코 | 하토야마 야스코 | 하토야마 야스코 | 하토야마 야스코 | 하토야마 야스코 | 하토야마 야스코 |                 |                 |                 |                 |                   |                   | 하토야마 이이치로 | 하토야마 이이치로 | 하토야마 이이치로 | 하토야마 이이치로 | 하토야마 이이치로 | 하토야마 이이치로 |                 |                 |                 |                 |  |  |                 |                 |                 |                 |                 |                 |               |               |               |               |               |               |                 |                 |                 |                 |                 |                 |  |  |  |  |
|                 |                 |                 |                 |                 |                 |                 |                 |                 |                 |                 |                 |                 |                 |                   |                   |                   |                   |                   |                   |                   |                   |                 |                 |                 |                 |  |  |                 |                 |                 |                 |                 |                 |               |               |               |               |               |               |                 |                 |                 |                 |                 |                 |  |  |  |  |
|                 |                 |                 |                 |                 |                 |                 |                 |                 |                 |                 |                 |                 |                 |                   |                   |                   |                   |                   |                   |                   |                   |                 |                 |                 |                 |  |  |                 |                 |                 |                 |                 |                 |               |               |               |               |               |               |                 |                 |                 |                 |                 |                 |  |  |  |  |
| 이노우에 가즈코 | 이노우에 가즈코 | 이노우에 가즈코 | 이노우에 가즈코 | 이노우에 가즈코 | 이노우에 가즈코 |                 |                 | 하토야마 미유키 | 하토야마 미유키 | 하토야마 미유키 | 하토야마 미유키 | 하토야마 미유키 | 하토야마 미유키 |                   |                   |                   |                   |                   |                   | 하토야마 유키오   | 하토야마 유키오   | 하토야마 유키오 | 하토야마 유키오 | 하토야마 유키오 | 하토야마 유키오 |  |  | 하토야마 에밀리 | 하토야마 에밀리 | 하토야마 에밀리 | 하토야마 에밀리 | 하토야마 에밀리 | 하토야마 에밀리 |               |               |               |               |               |               | 하토야마 구니오 | 하토야마 구니오 | 하토야마 구니오 | 하토야마 구니오 | 하토야마 구니오 | 하토야마 구니오 |  |  |  |  |
| 이노우에 가즈코 | 이노우에 가즈코 | 이노우에 가즈코 | 이노우에 가즈코 | 이노우에 가즈코 | 이노우에 가즈코 |                 |                 | 하토야마 미유키 | 하토야마 미유키 | 하토야마 미유키 | 하토야마 미유키 | 하토야마 미유키 | 하토야마 미유키 |                   |                   |                   |                   |                   |                   | 하토야마 유키오   | 하토야마 유키오   | 하토야마 유키오 | 하토야마 유키오 | 하토야마 유키오 | 하토야마 유키오 |  |  | 하토야마 에밀리 | 하토야마 에밀리 | 하토야마 에밀리 | 하토야마 에밀리 | 하토야마 에밀리 | 하토야마 에밀리 |               |               |               |               |               |               | 하토야마 구니오 | 하토야마 구니오 | 하토야마 구니오 | 하토야마 구니오 | 하토야마 구니오 | 하토야마 구니오 |  |  |  |  |
|                 |                 |                 |                 |                 |                 |                 |                 |                 |                 |                 |                 |                 |                 |                   |                   |                   |                   |                   |                   |                   |                   |                 |                 |                 |                 |  |  |                 |                 |                 |                 |                 |                 |               |               |               |               |               |               |                 |                 |                 |                 |                 |                 |  |  |  |  |
|                 |                 |                 |                 |                 |                 |                 |                 |                 |                 |                 |                 |                 |                 | 하토야마 기이치로 | 하토야마 기이치로 | 하토야마 기이치로 | 하토야마 기이치로 | 하토야마 기이치로 | 하토야마 기이치로 |                   |                   |                 |                 |                 |                 |  |  |                 |                 |                 |                 |                 |                 | 하토야마 다로 | 하토야마 다로 | 하토야마 다로 | 하토야마 다로 | 하토야마 다로 | 하토야마 다로 |                 |                 |                 |                 |                 |                 |  |  |  |  |

## 역대 선거 결과
|  | 16.1% |

|  | 14.7% |

|  | 21.1% |

|  | 52.79% |

|  | 45.45% |

|  | 50.02% |

|  | 49.26% |

|  | 66.36% |

## 같이 보기
- 하토야마 유키오 내각